# Orden vom Goldenen Vlies

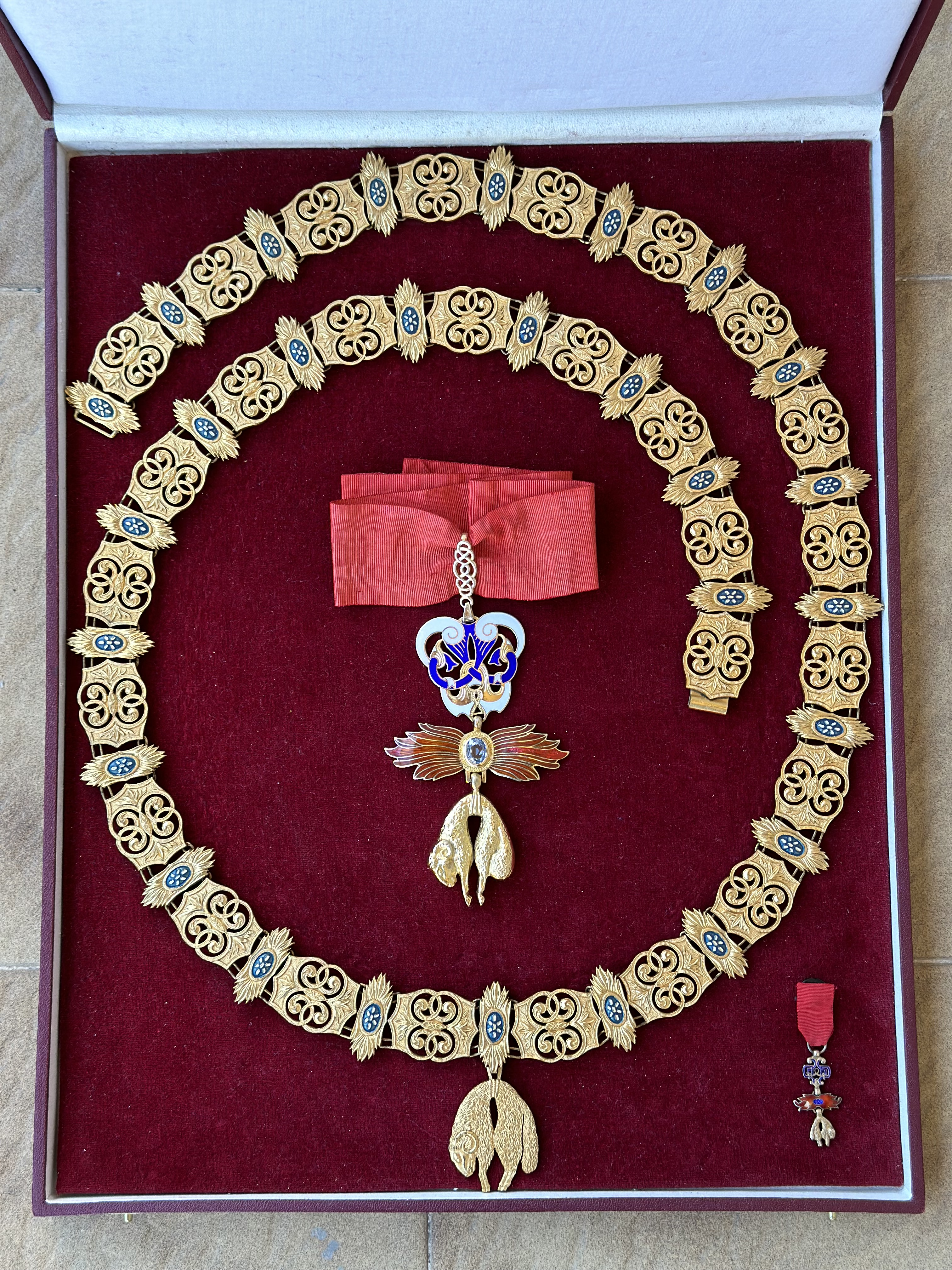
Ordenskette des Ordens vom Goldenen Vlies

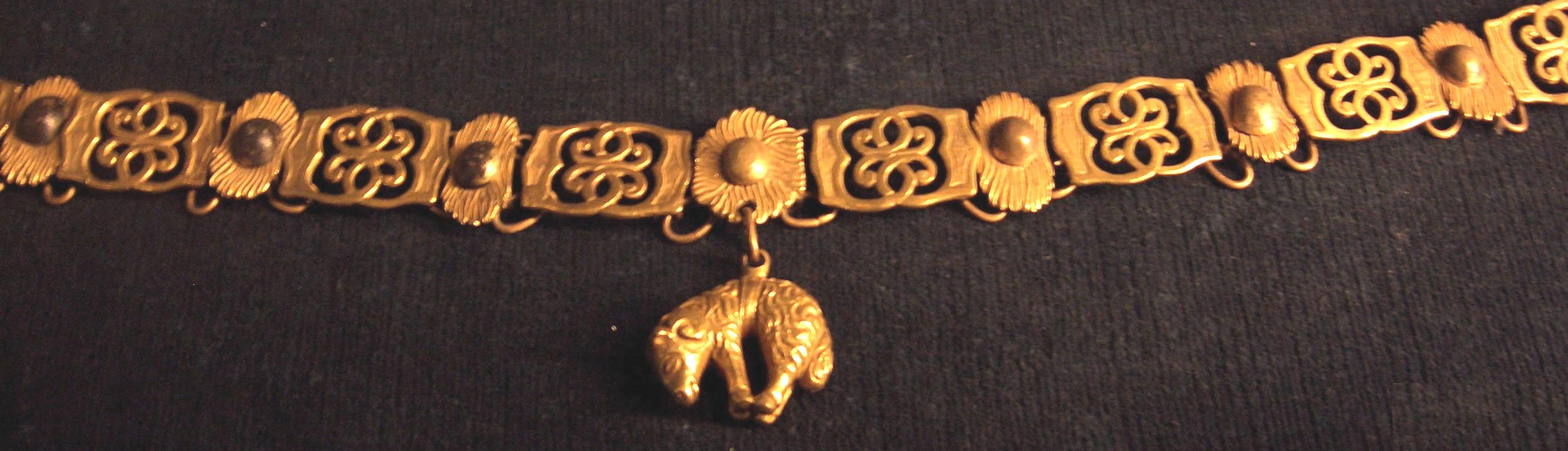
Ordenskette, Schatzkammer der Münchener Residenz

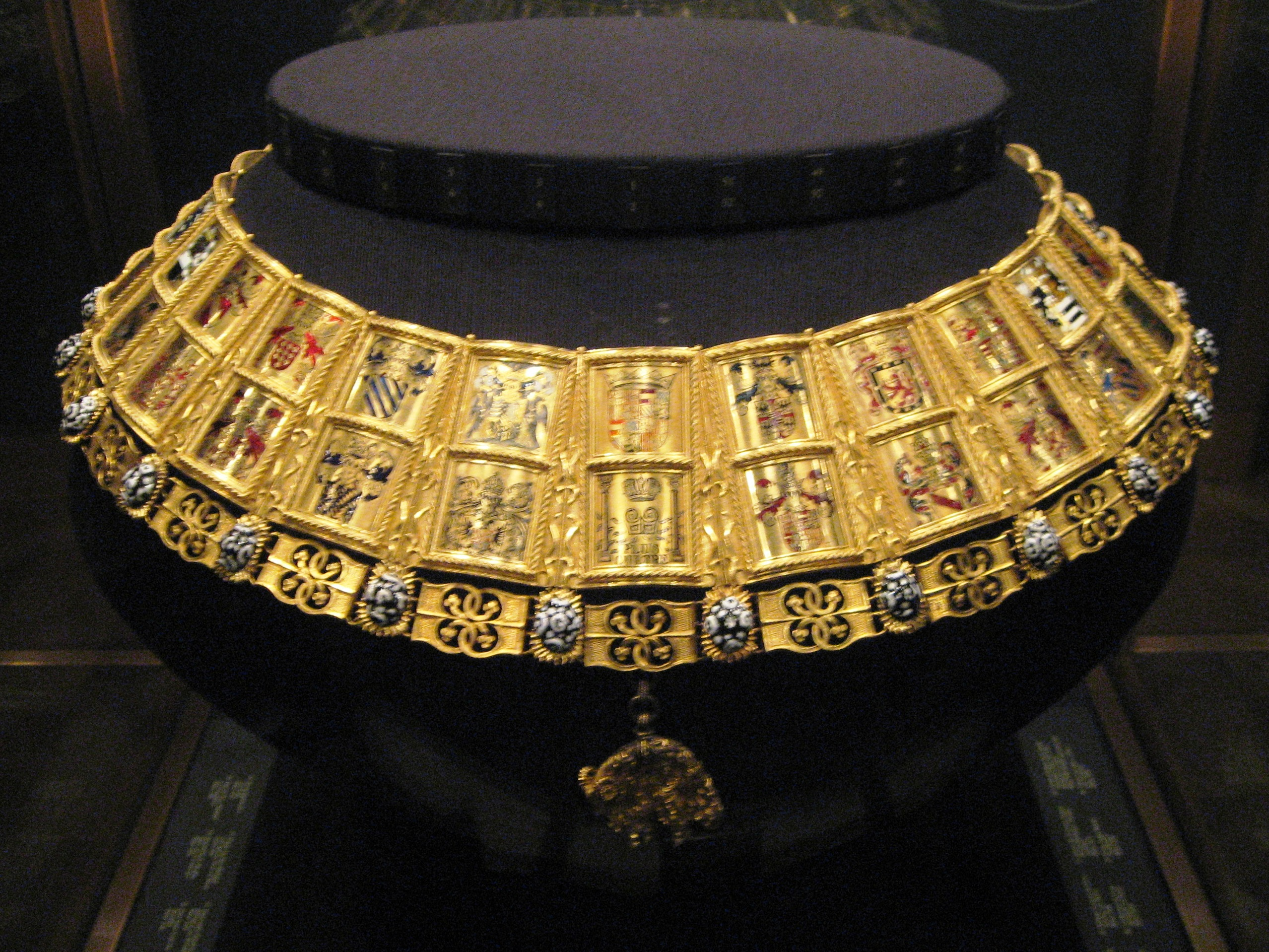
Die Potence (Wappenkette) für den Herold des Ordens vom Goldenen Vlies in der Kaiserlichen Schatzkammer in Wien

Der Orden vom Goldenen Vlies (französisch Ordre de la Toison d’or, spanisch Orden del Toisón de Oro) ist ein 1430 gegründeter burgundischer Ritterorden. Die Aufnahme in diesen wurde nach dem Vorbild der ritterlichen Ordensgemeinschaft zu einer vom römisch-deutschen Kaiser, dem Haus Habsburg und seit 1700 dem spanischen Königshaus verliehenen Auszeichnung für Verdienste.
Das Ordensabzeichen, ein an einer Collane hängendes goldenes Widderfell, erhielt selbständige Bedeutung und wurde zum Urbild des modernen Verdienstordens. Insofern stellt der Orden vom Goldenen Vlies das Bindeglied zwischen den beiden heutigen Bedeutungen des Wortes „Orden“ dar.
Heute besteht sowohl der österreichische Ordenszweig des Hauses Habsburg-Lothringen als auch der spanische Zweig des Hauses Bourbon-Anjou mit seinen jeweiligen Großmeistern Karl Habsburg-Lothringen und König Felipe VI. von Spanien. Insbesondere der österreichische Ordenszweig gilt als der nach dem Hosenbandorden zweitälteste seit dem Mittelalter durchgehend bestehende lebendige weltliche Ritterorden.
Seit 1998 verleiht die Republik Georgien ebenfalls einen Orden vom Goldenen Vlies.

## Geschichte

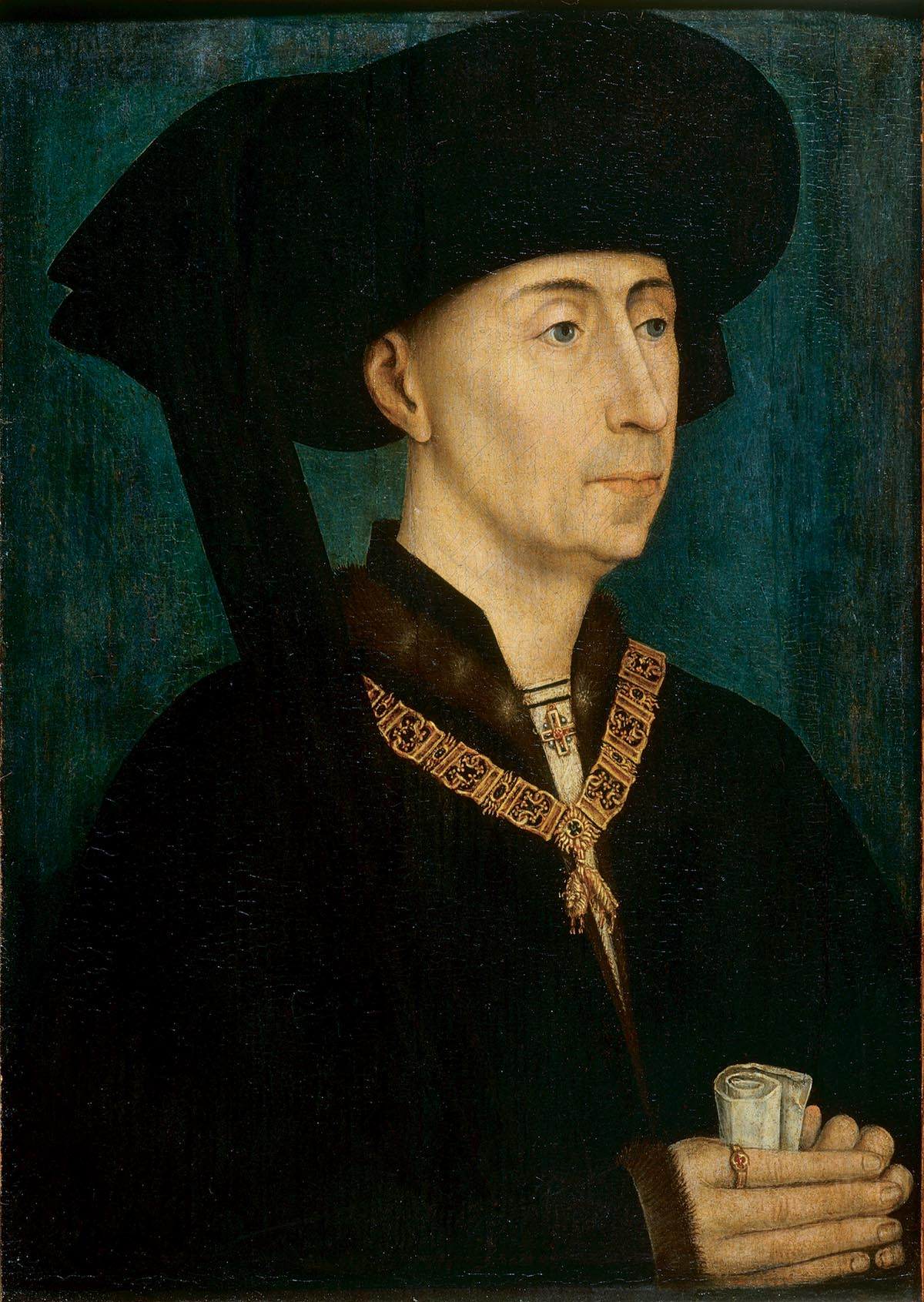
Herzog Philipp der Gute – Philipp trägt die Collane (Halskette) des Ordens vom Goldenen Vlies.

Der Orden vom Goldenen Vlies wurde am 10. Januar 1430 von Philipp dem Guten, Herzog von Burgund, anlässlich seiner Vermählung mit Isabella von Portugal in Brügge (7. Januar 1430) den angesehensten Adligen seiner Länder gestiftet. Die Ideen der ritterlichen Tugenden, des Kreuzfahrtgedankens und des gemeinschaftlichen Bestehens gefährlicher Abenteuer sowie machtpolitische Überlegungen waren die Hauptmotive zur Gründung. Insbesondere wollte der Herzog mit seinem Reich zwischen Frankreich, dem Heiligen Römischen Reich, aber auch England, nachdem er die Mitgliedschaft im Hosenbandorden abgelehnt hatte, treue Verbündete an sich binden. Es wurden 24 der bedeutendsten burgundischen Adeligen in den Orden aufgenommen, womit der Orden erhebliches politisches Gewicht erhielt. Die Statuten wurden wenige Tage vor der ersten Sitzung des Ordens am 27. November 1431 von Philipp dem Guten im wallonisch-flämischen Rijssel (Lille) erlassen und am 3. Dezember 1431 zu Rijssel bei der ersten Sitzung vom Greffier (Sekretär) den anwesenden Mitgliedern vorgelesen.
Kulturell war in dieser Zeit der burgundische Hof in Europa führend und so galt der neue Orden mit seinen Festen, Zeremoniell, Ritualen und Verfassung für viele als Vorbild im Sinn eines fürstlichen Ordens ausgerichtet nach den Idealen des christlichen Rittertums. Auch die Hilfe für das Byzantinische Reich beim Zurückdrängen der Osmanen vor Konstantinopel wurde von den Burgunderherzögen in Verbindung mit ihrem Orden immer wieder gefördert. Die burgundische Flotte kreuzte tatsächlich vor Rhodos und im Schwarzen Meer, aber allfällige Ideen kamen über ein erweitertes Planungsstadium nicht hinaus.
Der Orden wurde auch el Tusan, in frühesten Zeiten auch der Ritterorden des güldenen Lämbleins von Burgund oder des belgischen Schäpers genannt.
Nach dem Tod Karls des Kühnen beim Versuch, das Herzogtum Lothringen zu erobern, und dem Aussterben der burgundischen Herzöge im Jahr 1477 ging der Orden auf die Habsburger über. Denn wenige Monate nach seiner Heirat mit der Erbtochter Maria von Burgund wurde Maximilian von Habsburg am 30. April 1478 in Brügge zum Ritter geschlagen und danach zum Souverän (Großmeister) des Ordens ernannt. Jean II. de Neufchâtel, Philippe Pot, Jean Damas, Jacques de Luxembourg-Ligny und Philippe de Crèvecœur, die sich im anschließenden Burgundischen Erbfolgekrieg auf die Seite Ludwigs gestellt hatten, wurden von Maximilian 1481 aus dem Orden ausgestoßen, das Andenken der Toten gelöscht und ihre Wappen zerbrochen. Ab Kaiser Karl V. war der Ordenssouverän auch Oberhaupt der spanischen Linie der Habsburger und König von Spanien.
1700 verstarb Karl II. aus der spanischen Linie der Habsburger ohne Kinder. Da nach Artikel 65 der Ordensstatuten nach dem Tod des Souveräns dessen Sohn oder, wie im Fall Maximilians I., der erbberechtigte Schwiegersohn Oberhaupt des Ordens wird, beanspruchten sowohl Karl von Österreich aus der jüngeren Linie der Habsburger als auch der Bourbone Philipp mit den Ländern der spanischen Krone auch die Souveränität über den Orden (siehe Spanischer Erbfolgekrieg). Im Vertrag von Wien (1725), der Philipp Spanien, Karl die ehemals burgundische Niederlande zusprach, wurde vereinbart, dass beide die Titel der spanischen Könige einschließlich des Ordenssouveräns bis zu ihrem Tod führen durften. Nach dem Tod Karls von Österreich, inzwischen Kaiser Karl VI., bestand Philipp erfolglos auf der alleinigen Ordenssouveränität. Da auch beim Friedenskongress von Aachen (1748) beide Seiten auf die alleinige Souveränität bestanden, teilte sich der Orden in zwei Linien auf. Sowohl der spanische Ordenszweig der Bourbonen als auch der österreichische Zweig der Habsburger besteht noch heute.

### Mythologischer Hintergrund
Name und Ordenszeichen werden auf verschiedene Elemente heidnisch-antiker und biblischer Überlieferungen bezogen.
- Ursprünglich bezog es sich auf das Goldene Vlies aus der griechischen Mythologie als Siegespreis der Argonauten. Dieses wurde im Altertum und später als Symbol der Anfänge der Kultur des Hellenismus mit seinen Verbindungen zu den laut der Sage von den Argonauten zu Ehren Zeus begründeten olympischen Spielen, der antiken Kunst und der Vereinigung Griechenlands gesehen.[8]
- Auf Anraten des Ordenskanzlers Jean Germain, Bischof von Châlon, wurde das Ordenszeichen als Zeichen Gideons göttlicher Beauftragung (Richter 6,36–40 EU) umgedeutet.
- Ebenso ist aus dem 17. Jahrhundert eine Bezugnahme auf das Agnus Dei überliefert.[9]

### Ordenskapitel

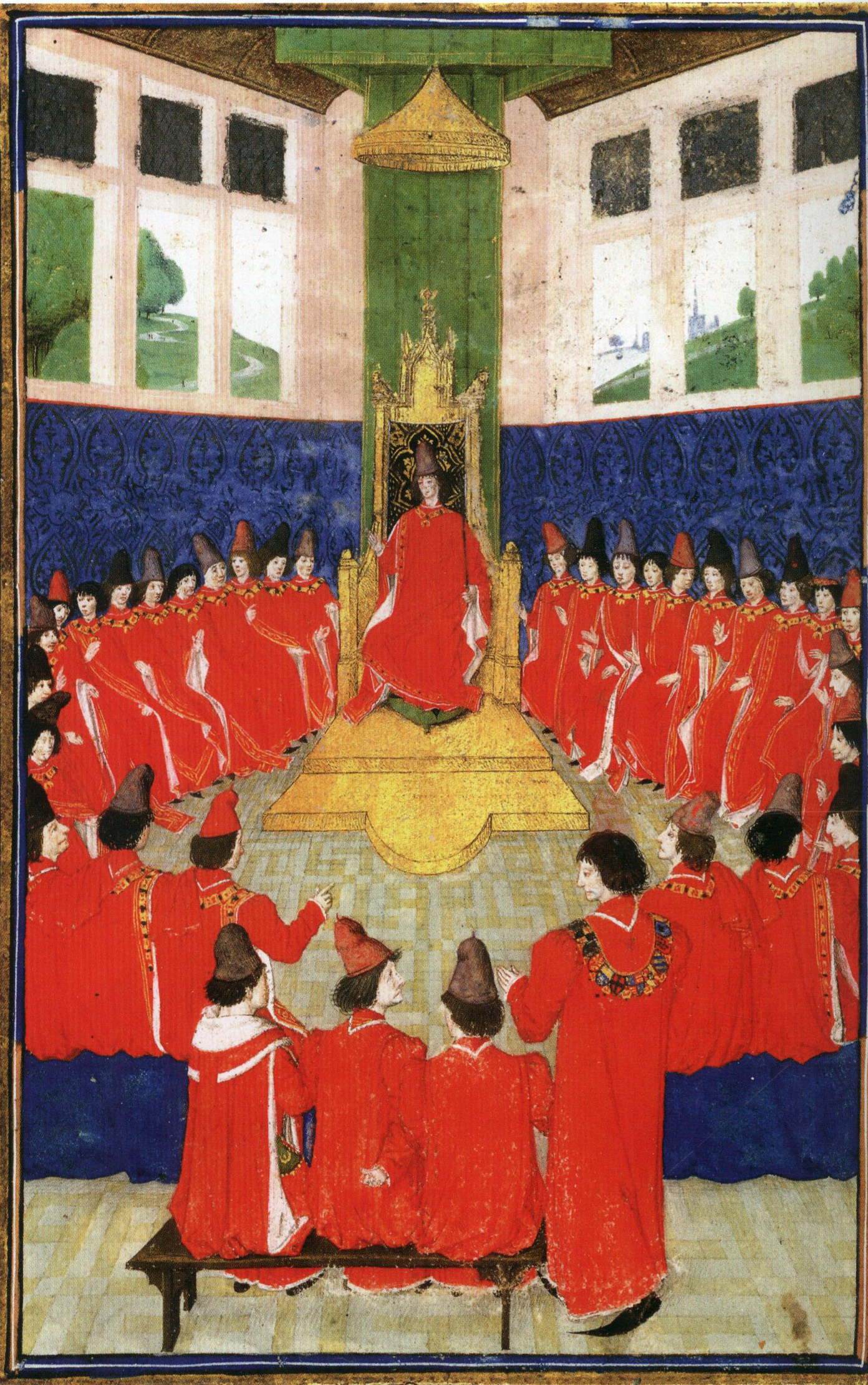
Versammlung des Ordens vom Goldenen Vlies, nach einer von Gilles Gobet in Auftrag gegebenen Handschrift, die 1473 Karl dem Kühnen und den Ordensmitgliedern übergeben wurde (Den Haag, Koninklijke Bibliotheek, Ms 76 E 10, fol. 5v).

Die Gründung des Ordens erfolgte für 30 Ritter (zuzüglich des Herzogs als erstem Großmeister, der als Chieff et Souverain bezeichnet wurde), ernannt wurden aber nur 24. Neuaufnahmen erfolgten – sofern keine Erweiterung des Ordens vorgenommen wurde – als Nachbesetzungen für verstorbene oder ausgeschlossene Mitglieder und bis 1559 auf Ordenskapiteln (Feste et Chapittre) durch Wahl, danach durch Ernennung durch den Großmeister ohne Einberufung einer Ordensversammlung. Die Zahl der Ritter wurde 1431 auf dem dritten Kapitel vervollständigt. Auf dem 18. Kapitel (1516) wurde die Zahl der Ritter auf 41, auf dem 19. Kapitel (1519) auf 51 (jeweils zzgl. Großmeister) erhöht.
Anfangs war es vorgesehen, jährliche Ordenskapitel am Andreastag (30. November) abzuhalten, doch wurde bereits nach dem dritten Kapitel das für 1434 geplante nächste abgesagt, „da der Herzog verhindert war“. Ebenso erging es den für 1437 bis 1439 und 1441 bis 1444 geplanten sieben Kapiteln. Das siebte Kapitel (1445) legte einen dreijährlichen Turnus sowie den 2. Mai als Datum fest, doch wurde dieser Beschluss bezüglich des Turnus offensichtlich nicht umgesetzt, bezüglich des Datums nach der Übernahme des Ordens durch die Habsburger (1478) aufgegeben.
Die zwischen 1430 und 1559 abgehaltenen 24 Ordensversammlungen (Gründung und 23 Kapitel) fanden vorwiegend in den (damaligen) Niederlanden, in Brügge (4), Lille (2), Brüssel (3), Saint-Omer (2), Gent (2), Mons, Den Haag, Valenciennes, ’s-Hertogenbosch, Mecheln, Middelburg, Tournai, Utrecht und Antwerpen, nur zwei Mal außerhalb (in Dijon und Barcelona), in geeigneten Kirchen statt (lediglich bei der Gründungsversammlung ist der genaue Ort nicht bekannt).
Nachdem der regelmäßige Turnus der Ordenstreffen aufgegeben worden war, wurde der Orden im Allgemeinen nur noch dann zusammengerufen, wenn die Zahl der Ritter zu stark abgesunken war – selbst der Wechsel der Großmeister bot dafür keinen Anlass mehr: So war Philipp der Schöne bereits neun Jahre, Karl V. zehn Jahre und Philipp II. fast vier Jahre Großmeister, bevor 1559 ein Ordenskapitel einberufen wurde. Auf diesem wurde beschlossen, dass der Großmeister auch ohne Zustimmung des Kapitels Ritter ernennen durfte. Seitdem fand kein Kapitel mehr statt.

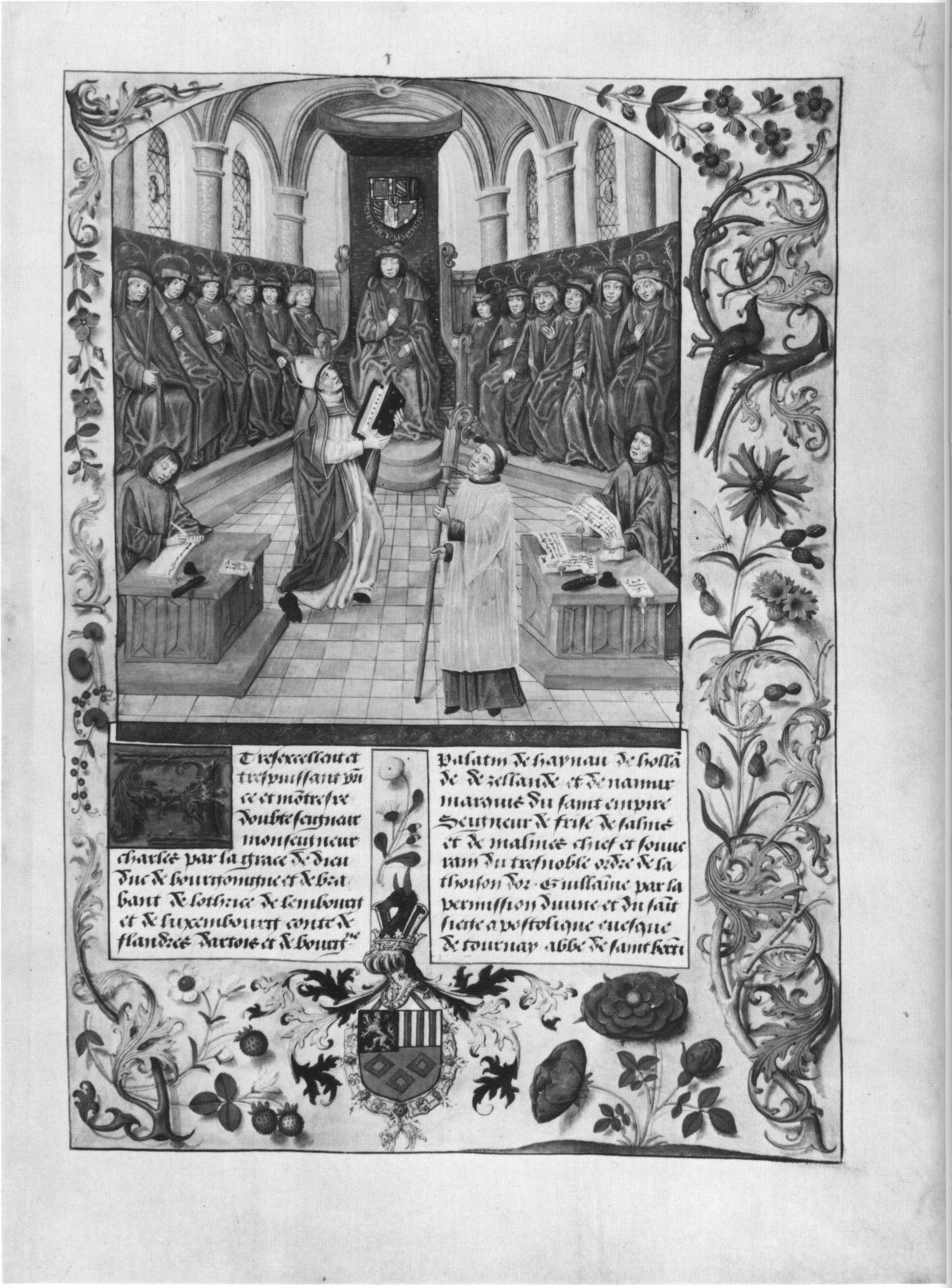
Buchmalerei in einer Handschrift von Guillaume Filastres Histoire de la Toison d’Or. Das Bild zeigt eine Sitzung des Kapitels des Ordens vom Goldenen Vlies. Vorn links Guillaume Fillastre im Bischofsornat, in der Mitte sitzend Herzog Karl der Kühne. Wien, Österreichische Nationalbibliothek, Cod. 2541, fol. 4r (spätes 15. Jahrhundert)

| Kapitel  | Ort und Kirche                             | Datum                    | Seit letztem Kapitel verstorbene Mitglieder (inkl. Großmeister) | Ausgeschlossene Mitglieder | Neuaufnahmen (Diplome) | Mitglieder am Ende des Kapitels | Bemerkungen |
| -------- | ------------------------------------------ | ------------------------ | --------------------------------------------------------------- | -------------------------- | ---------------------- | ------------------------------- | ----------- |
| Gründung | Brügge (genauer Ort nicht bekannt)         | 10. Januar 1430          |                                                                 |                            | 25 (= Herzog + 1–24)   | 25                              | [ 15 ]      |
| I/1      | Lille, Saint-Pierre                        | 30. November 1431        | 1                                                               | 1                          | 2 (= 25–26)            | 25                              | [ 16 ]      |
| II/2     | Brügge, Sint-Donaaskerk                    | 30. November 1432        | 2                                                               |                            | 2 (= 27–28)            | 25                              | [ 17 ]      |
| III/3    | Dijon, Sainte-Chapelle                     | 30. November 1433        | 2                                                               |                            | 8 (= 29–36)            | 31                              | [ 18 ]      |
| V/4      | Brüssel, Kathedrale St. Gudula             | 30. November 1435        |                                                                 |                            |                        | 31                              |             |
| VI/5     | Lille, Saint-Pierre                        | 30. November 1436        |                                                                 |                            |                        | 31                              |             |
| X/6      | Saint-Omer, Saint-Bertin                   | 30. November 1440        | 5                                                               |                            | 4 (= 37–40)            | 30                              | [ 19 ]      |
| XV/7     | Gent, Sint-Baafskathedraal                 | 11.–13. Dezember 1445    | 6                                                               |                            | 6 (= 41–46)            | 30                              | [ 20 ]      |
| XVI/8    | Mons, Sainte-Waudru                        | 1.–3. Mai 1451           | 5                                                               |                            | 6 (= 47–52)            | 31                              | [ 21 ]      |
| XVII/9   | Den Haag, Grote Kerk                       | 1.–14. Mai 1456          | 5                                                               |                            | 4 (= 53–56)            | 30                              | [ 22 ]      |
| XVIII/10 | Saint-Omer, Saint-Bertin                   | 30. April – 11. Mai 1461 | 5                                                               |                            | 6 (= 57–62)            | 31                              | [ 23 ]      |
| XIX/11   | Brügge, Onze-Lieve-Vrouwekerk              | 28. April – 28. Mai 1468 | 7                                                               | 1                          | 8 (= 63–70)            | 31                              | [ 24 ]      |
| XX/12    | Valenciennes, Saint-Paul                   | 1.–14. Mai 1473          | 7                                                               |                            | 7 (= 71–77)            | 31                              | [ 25 ]      |
| 13       | Brügge, Sint-Salvatorskerk                 | ab 30. April 1478        | 13                                                              |                            | 9 (= Ehzg+ 78–85)      | 27                              | [ 26 ]      |
| 14       | ’s-Hertogenbosch, Sint-Janskathedraal      | 6. Mai 1481              | 1                                                               | 5                          | 8 (= 86–93)            | 29                              | [ 27 ]      |
| 15       | Mechelen, Sint Romboutskathedraal          | 24. Mai 1491             | 12                                                              |                            | 14 (= 94–107)          | 31                              | [ 28 ]      |
| 16       | Brüssel, Karmelitenkonvent                 | 17. Januar 1501          | 13                                                              |                            | 8 (= 108–114)          | 26                              | [ 29 ]      |
| 17       | Middelburg, (Onze-Lieve-Vrouwe Abdij?)     | 17. Dezember 1505        | 5                                                               |                            | 10 (= 115–124)         | 31                              | [ 30 ]      |
| 18       | Brüssel, Kathedrale St. Gudula             | Oktober 1516             | 14                                                              |                            | 25 (= 125–149)         | 42                              | [ 31 ]      |
| 19       | Barcelona, La Catedral de la Santa Eulalia | 5.–8. März 1519          | 4                                                               |                            | 14 (= 150–163)         | 52                              | [ 32 ]      |
| 20       | Tournai, Cathédrale Notre-Dame             | ab 3. Dezember 1531      | 24                                                              |                            | 24 (= 164–187)         | 52                              | [ 33 ]      |
| 21       | Utrecht, Dom Sint-Martinus                 | ab 2. Januar 1546        | 22                                                              |                            | 22 (= 188–209)         | 52                              | [ 34 ]      |
| 22       | Antwerpen, Onze-Lieve-Vrouwekathedraal     | ab 26. Januar 1555       | 16                                                              |                            | 19 (= 210–228)         | 55                              | [ 35 ]      |
| 23       | Gent, Sint-Baafskathedraal                 | ab 29. Juli 1559         | 17                                                              |                            | 9 (= 229–237)          | 47                              | [ 36 ]      |

Die abgesagten oder außerordentlichen Ordensversammlungen waren:
- IV (1434 Dijon): Die Ordensversammlung fällt wegen der feindlichen Invasion ins Mâconnais aus; die Gottesdienste hingegen finden statt. Am 29. Dezember trifft sich der Herzog mit elf anwesenden Ordensrittern zu Beratungen.
- VII (1437 Arras): Das Ordenskapitel wird wegen eines drohenden Angriffs der Engländer abgesagt.
- VIII (1438 Arras): Das Fest wird wegen der Gefahr eines Einfalls der Armagnaken abgesagt.
- IX (1439): Abgesagt u. a. wegen der Armagnaken.
- XI (1441): Erneut wegen der Armagnaken auf das nächste Jahr verschoben.
- XII (1442): Verschoben, da der Herzog Burgund nicht verlassen kann.
- XIII (1443): Wegen des Krieges in Luxemburg verschoben.
- XIV (1444): Erneut verschoben, nun ohne Begründung.
- 15. September 1473, Luxemburg, Sondersitzung des Ordens zur Nachfolge des verstorbenen Kanzlers Guillaume Fillastre.
- 1476 Maastricht: Ausgefallen wegen der Niederlage bei Grandson, verschoben auf 1477.
- 1477: Ausgefallen wegen des Tods Karls des Kühnen, verschoben auf 1478.

### Spaltung des Ordens
Infolge des spanischen Erbfolgekrieges erfolgte eine Spaltung in einen österreichischen Ordenszweig und einen spanischen Ordenszweig.

### Großmeister bis zur Spaltung

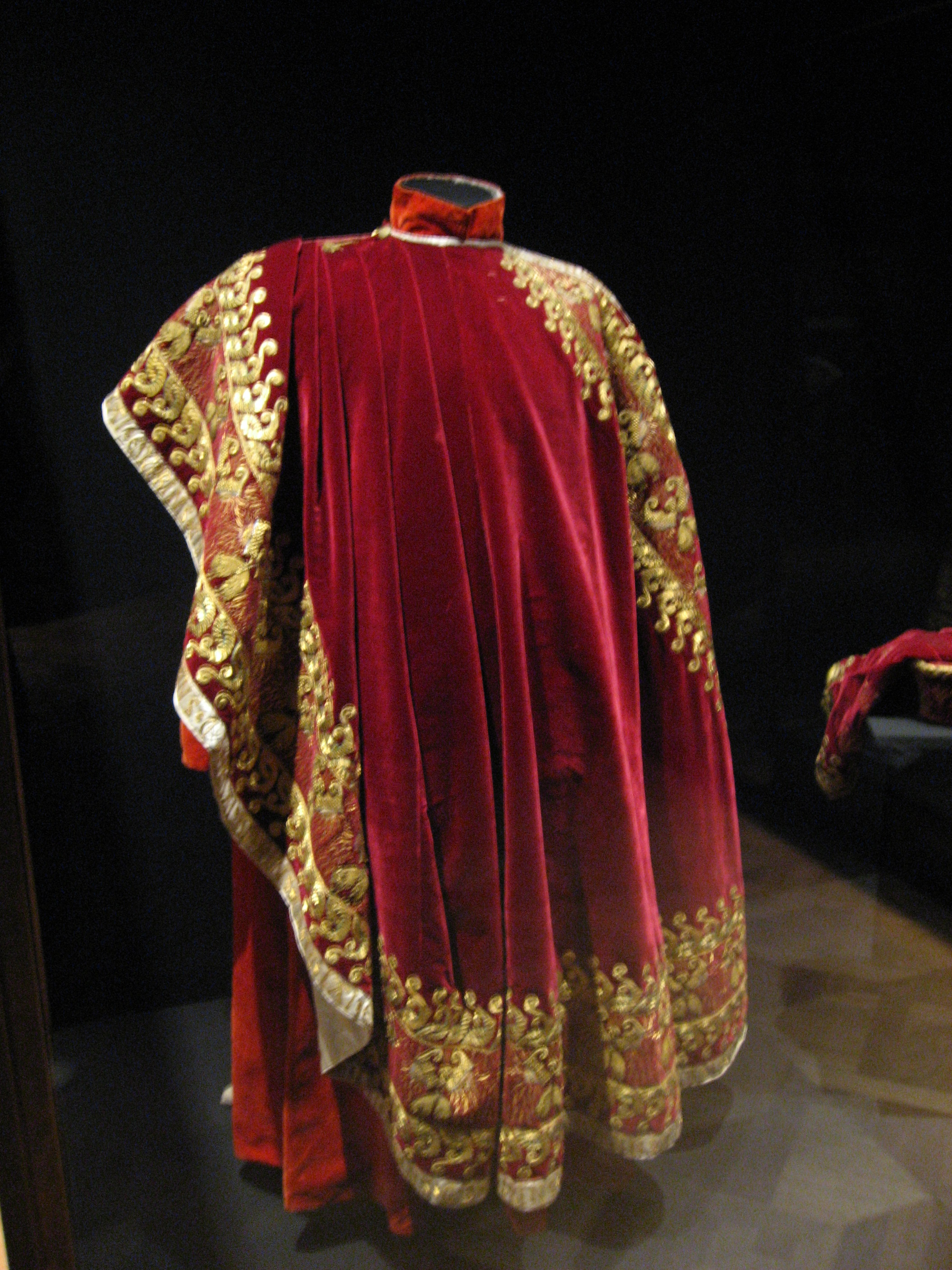
Zeremonienmantel des Großmeisters des Ordens, Wiener Schatzkammer

- 1. Philipp der Gute, Herzog von Burgund: 10. Januar 1430 bis 15. Juni 1467
- 2. Karl der Kühne, Herzog von Burgund: 15. Juni 1467 bis 5. Januar 1477
- 3. Maximilian I., römisch-deutscher König und Kaiser: 30. April 1478 bis 27. März 1482
- 4. Philipp I. der Schöne, Herzog von Burgund, später auch König von Kastilien und León: 27. März 1482 bis 25. September 1506
- 5. Karl V., König von Spanien, später auch römisch-deutscher Kaiser: 25. September 1506 bis 22. Oktober 1555
- 6. Philipp II., König von Neapel und England, später auch von Spanien und Portugal: 22. Oktober 1555 bis 13. September 1598
- 7. Philipp III., König von Spanien und Portugal: 13. September 1598 bis 31. März 1621
- 8. Philipp IV., König von Spanien und Portugal: 31. März 1621 bis 17. September 1665
- 9. Karl II., König von Spanien: 17. September 1665 bis 1. November 1700

## Österreichischer Ordenszweig

Ordensinsignie des Österreich. Zweiges

Kaiser Karl VI. konnte im Spanischen Erbfolgekrieg den Besitz der südlichen (ehem. burgundischen) Niederlande behaupten und damit 1713 das Erneuerungsfest des Ordens in Wien feiern. Damit war der Orden wie bei Maximilian I. oder Karl V. wieder eng mit dem römisch-deutschen Kaisertum verbunden.
Der Schatz des Ordens, der unter anderem auch das „Ainkhürn-Schwert“ des letzten Burgunderherzogs umfasst, wurde weiter bis 1794 in Brüssel verwahrt und befindet sich seit 1797 in der Wiener Schatzkammer. Der habsburgische Orden besitzt das Archiv und die alten Insignien und hält an den Statuten und Regelungen von vor 1700 fest. Seit der Stiftung des Militär-Maria-Theresien-Ordens 1757 dürfen die Ritter auch andere Orden tragen, müssen aber formal bis heute die Erlaubnis des Großmeisters einholen.
Von Kaiser Karl VI. bis Karl I. von Österreich-Ungarn war er der höchste Orden der Habsburgermonarchie und wurde zu den ranghöchsten Orden der Christenheit gezählt.
Erfolglos versuchten König Ludwig XI. von Frankreich nach dem Tod Marias von Burgund, Napoleon Bonaparte mit dem Orden der Drei Goldenen Vliese und König Albert I. von Belgien nach dem Ersten Weltkrieg die Oberherrschaft über den Orden zu erlangen und damit das Prestige und den Schatz des Ordens zu übernehmen. Bei den Friedensverhandlungen in St. Germain entschieden die internationalen Organe entsprechend der österreichischen Argumentationslinie, dass der Orden und sein Eigentum weder belgisch noch republikanisch-österreichisch, sondern ein Ritterorden der habsburgischen Dynastie sei. Nachdem der NS-Staat den Orden als staatsfeindlich eingestuft und den Ordensschatz unter Führervorbehalt beschlagnahmt hatte, bestätigte die Republik Österreich am 23. Juli 1953 dem Familienvorstand des Hauses Habsburg das Verleihungsrecht des Ordens auf ihrem Staatsgebiet, insbesondere hat demnach der Orden eine fortdauernde eigene Rechtspersönlichkeit.

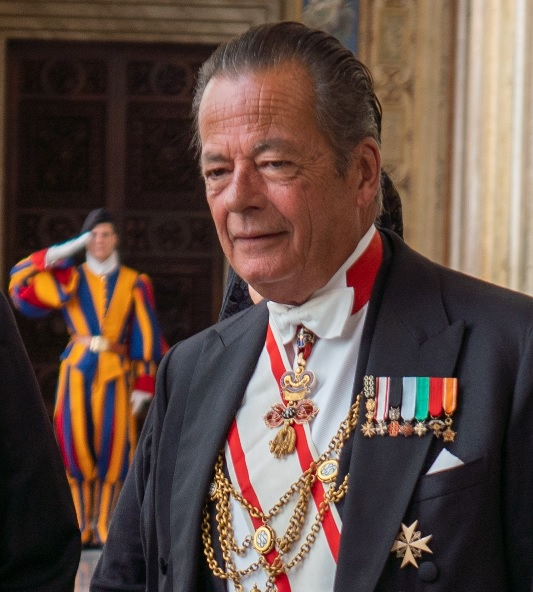
2019 Mariano Hugo, Fürst zu Windisch-Graetz

Großmeister der habsburgischen Linie des Ordens ist seit dem 30. November 2000 Karl Habsburg-Lothringen. Ordensritter sind unter anderem König Philippe von Belgien, Fürst Hans-Adam II. von Liechtenstein, die Politiker Karel Schwarzenberg und Zsolt Semjén, der Großmeister des Malteserordens Matthew Festing und die Familienoberhäupter Franz von Bayern, Maria Emanuel Markgraf von Meißen, Duarte Pio de Bragança sowie zahlreiche weitere Mitglieder des europäischen Hochadels.

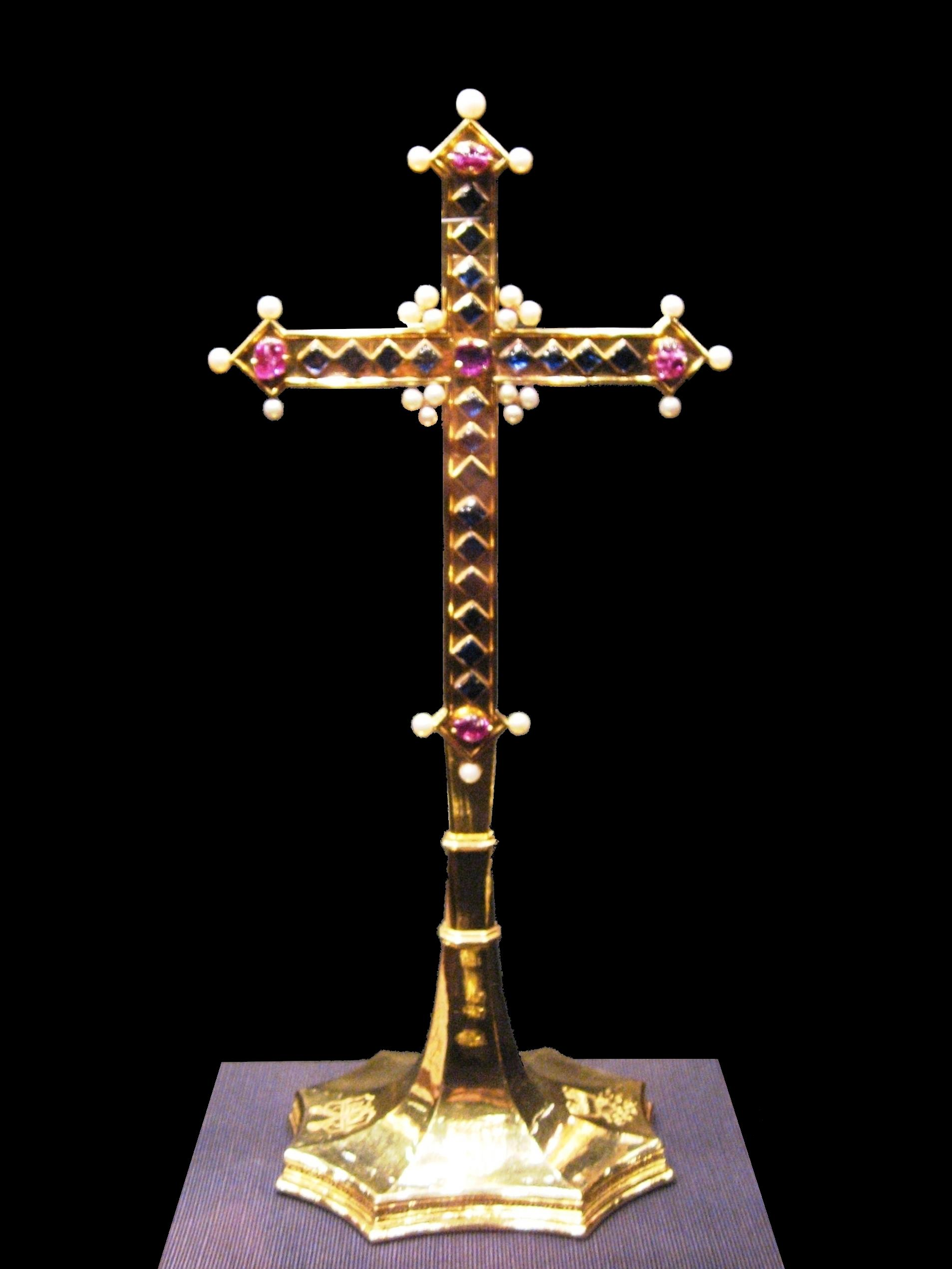
Das Schwurkreuz des Ordens in der Wiener Schatzkammer

### Ordensgrundsätze und Privilegien
Der Orden hält alle seine Mitglieder wie ein unzertrennliches Band zusammen. Alle Ordensmitglieder sind gleichberechtigt und sollen sich brüderlich verhalten. Die Zahl der Ritter war ursprünglich auf 30 begrenzt. Neben dem Orden des Goldenen Vlieses durften die Ritter keinem anderen Orden angehören. Diese Regeln wurden jedoch im Laufe der Zeit gelockert.
Die Ordensritter wurden von allen Abgaben freigestellt und unterlagen nur einer Gerichtsbarkeit, der des Ordens selbst. Diese setzte sich aus den 30 Ordensrittern und dem Ordenssouverän bzw. dessen Stellvertreter zusammen. An allen Feierlichkeiten bei Hofe hatten sie Vorrang und Vortritt mit Ausnahme von gekrönten Häuptern. Die spanischen Ordensritter erhielten von König Philipp das Recht, jederzeit unangemeldet in die Gemächer des Palastes einzutreten und ihr Haupt vor dem König bedeckt zu halten.
Das Ziel des Ordens war die Erhaltung des katholischen Glaubens, der Schutz der Kirche und die Wahrung der unbefleckten Ehre des Rittertums. Er war der Jungfrau Maria gewidmet und hatte den Apostel und Märtyrer Andreas zum Schutzpatron. Außerdem konnte das Oberhaupt des Ordens ohne die Zustimmung der anderen Ritter keinen Krieg beginnen.
Am 30. November ist Ordenstag, an dem noch heute in einer feierlichen heiligen Messe neue Mitglieder in den Orden aufgenommen werden.
Bis heute legen die neuen Ritter und Offiziere den Eid vor dem sogenannten „Schwurkreuz“ ab, das in der Schatzkammer in Wien aufbewahrt wird. Es ist ein einfach gestaltetes goldenes Kreuz, das mit Edelsteinen besetzt ist (Saphire, Rubine und Perlen). Im zentralen Teil des Kreuzes birgt es einen Splitter des Heiligen Kreuzes, wodurch es ein Reliquienkreuz wird. Neben Loyalität dem Erzherzog gegenüber und ritterlichen Tugenden sind religiöse Werte von grundlegender Bedeutung; so müssen die Ordensmitglieder der katholischen Kirche Treue schwören und sich für den Glauben einsetzen.

### Ordenskette

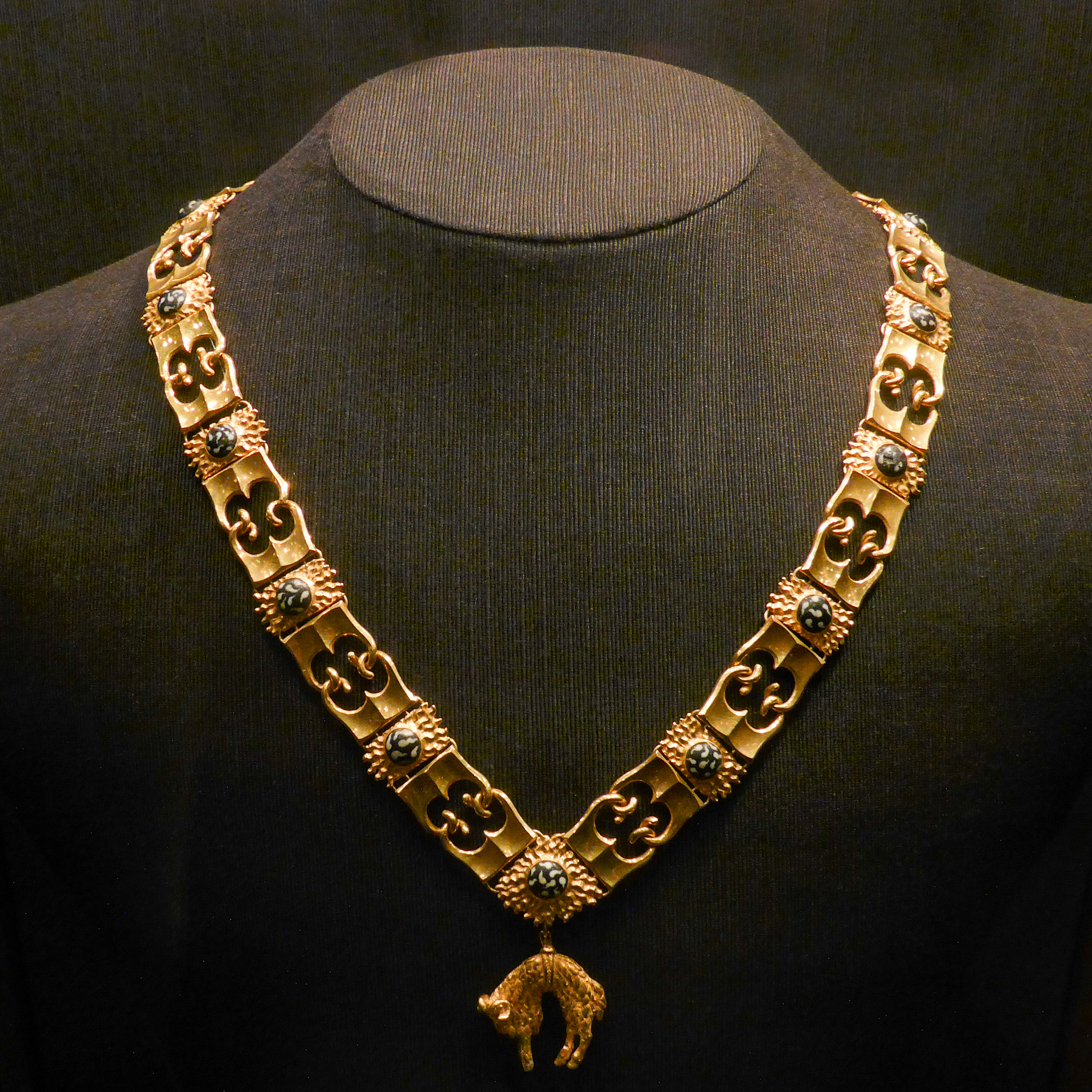
Collane eines Ritters vom Goldenen Vlies

Das Ordenszeichen ist das Bild eines Widderfells mit einem blauemaillierten Feuerstein und den Worten: Pretium laborum non vile (Kein geringer Preis der Arbeit). Die Kette besteht symbolisch aus den 31 Gliedern, für jeden Ordensritter ein Glied, wobei der Ordenssouverän durch zwei Glieder repräsentiert wird. Wie eine Kette nur dann hält, wenn jedes Glied hält, so soll auch der Orden durch jedes einzelne Glied an Zusammenhalt gewinnen. Die Glieder bestehen aus Feuereisen und Feuerstein und tragen ein daran hängendes Vlies.

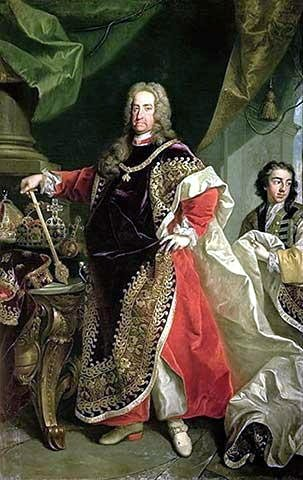
Kaiser Karl VI. im Ornat als Großmeister des Goldenen Vlieses, Gemälde von Johann Gottfried Auerbach

### Großmeister
- 10. Karl VI., Thronprätendent von Spanien, später auch römisch-deutscher Kaiser: 1. November 1700 bis 20. Oktober 1740
- 11. Franz II., Großherzog der Toskana, Schwiegersohn des Vorgängers, später auch römisch-deutscher Kaiser: 20. Oktober 1740 bis 18. August 1765
- 12. Joseph II., römisch-deutscher Kaiser: 18. August 1765 bis 20. Februar 1790
- 13. Leopold II., römisch-deutscher Kaiser: 20. Februar 1790 bis 1. März 1792
- 14. Franz II./I., römisch-deutscher Kaiser, Kaiser von Österreich: 1. März 1792 bis 2. März 1835
- 15. Ferdinand I., Kaiser von Österreich: 2. März 1835 bis 2. Dezember 1848

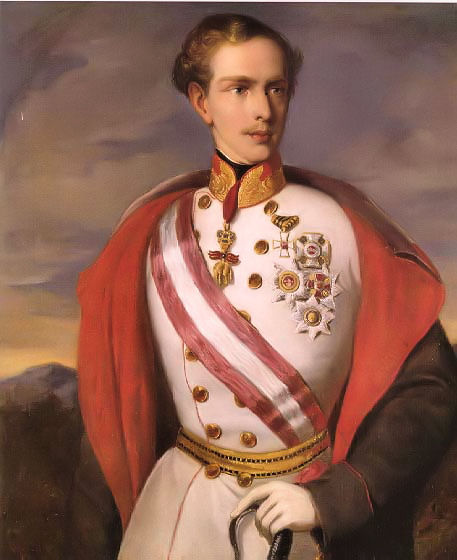
Kaiser Franz Joseph I. von Österreich mit dem Goldenen Vlies als Halsdekoration

- 16. Franz Joseph I., Kaiser von Österreich: 2. Dezember 1848 bis 21. November 1916
- 17. Karl I., Kaiser von Österreich: 21. November 1916 bis 1. April 1922
- 18. Otto von Habsburg, Oberhaupt des Hauses Habsburg-Lothringen: 1. April 1922 bis 30. November 2000
- 19. Karl Habsburg-Lothringen, Oberhaupt des Hauses Habsburg-Lothringen: seit 30. November 2000

### Offiziere des Ordens
| Amtszeit  | Name                                              | Geboren | Amt                                    |
| --------- | ------------------------------------------------- | ------- | -------------------------------------- |
| seit 2005 | Alexander Pachta-Reyhofen                         | 1954    | Ordenskanzler                          |
| seit 1992 | Kardinal Christoph Schönborn, Erzbischof von Wien | 1945    | Ordensgroßkaplan, seit 1995 Erzbischof |
| seit 2000 | Gregor Henckel-Donnersmarck († 2025)              | 1943    | Kaplanvikar                            |
| seit 1992 | Wulf Gordian Hauser                               | 1952    | Schatzmeister                          |
| seit 2022 | Georg Frölichsthal                                | 1960    | Herold                                 |
| seit 2007 | Carl Philip Clam-Martinic                         | 1975    | Greffier                               |

Siehe auch: Liste der Amtsträger des Ordens vom Goldenen Vlies (bis zur Trennung in einen österreichischen und einen spanischen Zweig)

## Spanischer Ordenszweig

Insigne der Ritter und Damen

Der spanische Orden ist aus österreichischer Sicht eine Neugründung, aus spanischer Bestandteil der spanischen Monarchie, als deren Erbe Karl II. Philipp von Bourbon eingesetzt hatte. Anders als beim österreichischen Zweig wurden die Statuten, die offiziell bis heute gelten, immer seltener beachtet. 1812 wurde mit Arthur Wellesley der erste Protestant zum Ritter ernannt, 1843 der bürgerliche Ministerpräsident von Spanien Salustiano Olózaga. 1847 wandelte ihn Isabella II. in einen Verdienstorden um. Seitdem ist er die höchste Auszeichnung, die der spanische Monarch vergeben kann und wird vor allem Staats- und Regierungschefs verliehen.
1870 wurden er mit dem osmanischen Sultan Abdülaziz und dem Bey von Tunis, Muhammad III. al-Husain, zum ersten Mal an zwei Muslime verliehen, 1985 mit der damaligen niederländischen Königin Beatrix zum ersten Mal an eine Frau (abseits der spanischen Monarchin).
Aktuelle Träger sind Thronfolgerin Leonor von Spanien, die ehemalige niederländische Königin Beatrix, Margrethe II. von Dänemark, Carl XVI. Gustaf von Schweden, Akihito von Japan, Harald V. von Norwegen, Simeon Sakskoburggotski, Henri von Luxemburg, Javier Solana, Víctor García de la Concha, Sophia von Griechenland, Nicolas Sarkozy und Enrique Iglesias.

### Großmeister

Großmeister-Insigne

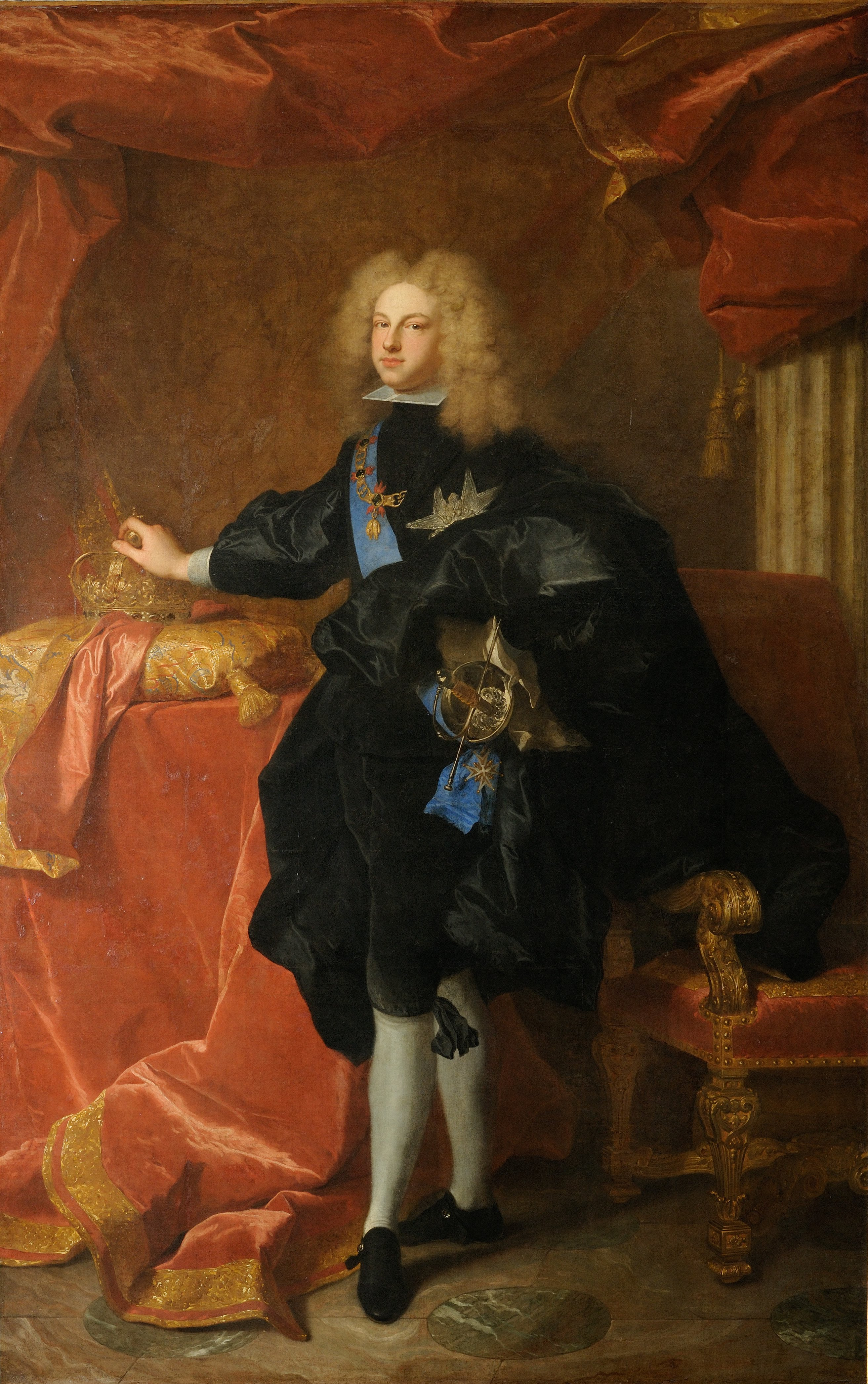
Philipp V. von Spanien, erster Souverän des Hauses Bourbon des Ordens vom Goldenen Vlies, mit Ordenskette und Cordon bleu, Gemälde von Hyacinthe Rigaud

- 10. Philipp V., König von Spanien (1700–1724)
- 11. Ludwig I., König von Spanien (1724)
- 10. Philipp V.; König von Spanien, zweite Amtszeit (1724–1746)
- 12. Ferdinand VI., König von Spanien (1746–1759)
- 13. Karl III., König von Spanien (1759–1788)
- 14. Karl IV., König von Spanien (1788–1808)

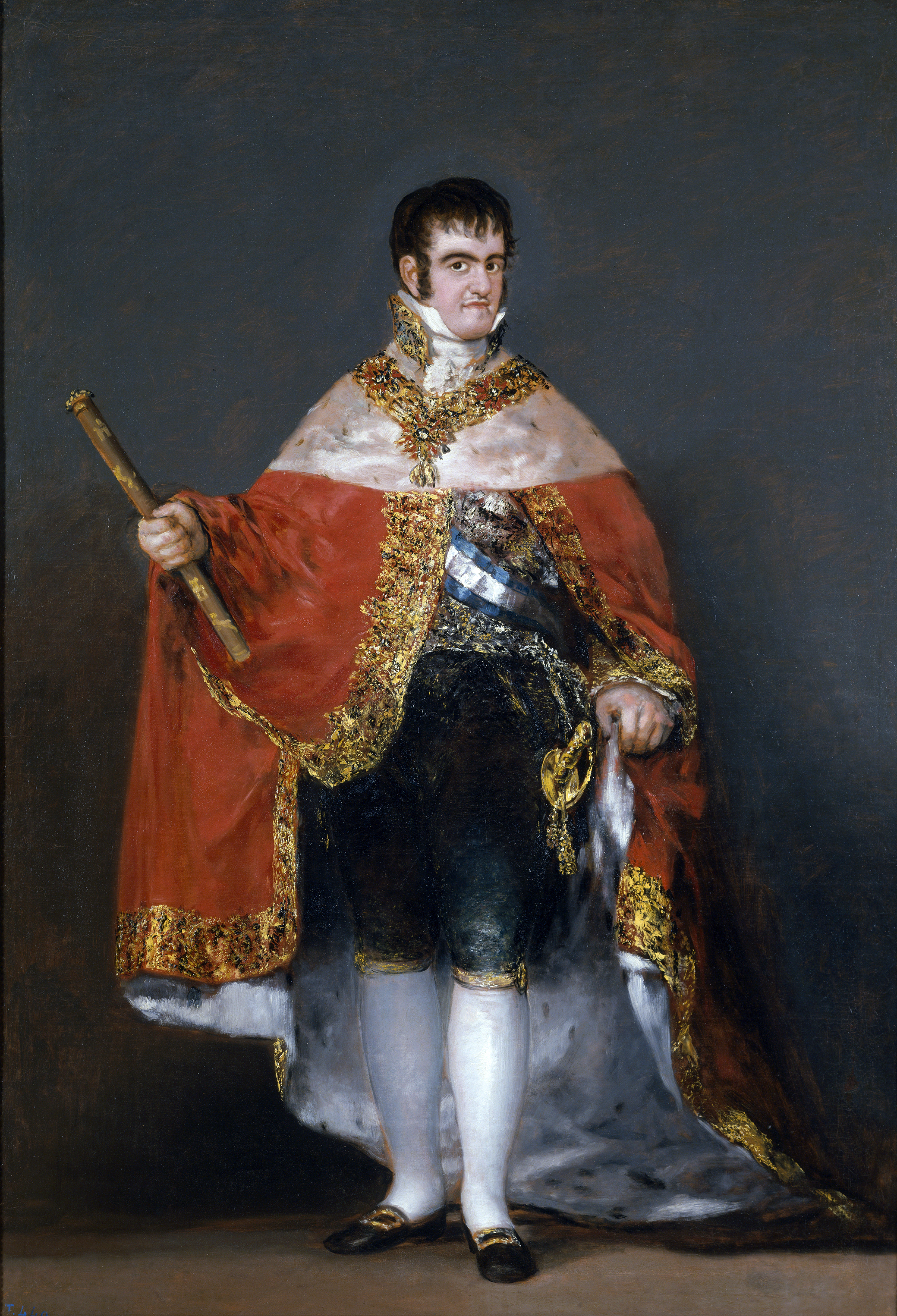
König Ferdinand VII. von Spanien im Königsornat mit der Collane des Goldenen Vlieses, Porträt von Goya

- 15. Ferdinand VII., König von Spanien (1808–1833). Bis 1813 Gegenkönig zu Joseph Bonaparte, der auch das Vlies verlieh.
- 16. Isabella II., Königin von Spanien, 1868 gestürzt (1833–1874). Die carlistischen Thronprätendenten beanspruchten auch das Großmeisteramt. 1870–1872 war Amadeus I. de facto Großmeister.
- 17. Alfons XII., König von Spanien (1874–1885)
- 18. Alfons XIII., König von Spanien, 1931 abgesetzt (1886–1941)
- 19. Don Juan de Bourbon, Graf von Barcelona (1941–1977)
- 20. Juan Carlos I., König von Spanien (1977–2014)
- 21. Philipp VI., König von Spanien (seit 2014)

## Geplanter dritter Ordenszweig
Aufgrund der historischen Bindung an das Herzogtum Burgund und später die burgundischen Niederlande sollte nach dem zweiten Vertrag von Versailles (1757) an Philipp von Parma mit den österreichischen Niederlanden auch das Recht verliehen werden, das Goldene Vlies zu verleihen.

## Orden der Drei Goldenen Vliese
Nach Annexion der österreichischen Niederlande im Frieden von Campo Formio 1797, der Proklamation Joseph Bonapartes zum König von Spanien 1808 und dem Frieden von Schönbrunn 1809 lagen sowohl das Ursprungsland des Ordens wie auch die Sitze der Großmeister unter der Hegemonie des napoleonischen Frankreich.
Napoleon stiftete mit dieser Begründung den Ordre Impérial des Trois-Toisons d'Or (Orden der Drei Goldenen Vliese), in den der spanische und der österreichische Orden unter Napoleon als Großmeister zusammengeschlossen werden sollten. Als Großkanzler war Bernard Germain Lacépède vorgesehen, der auch Großkanzler der Ehrenlegion war, als Schatzmeister Rutger Jan Schimmelpenninck.
Vorgesehen waren drei Ordensklassen: 100 Großritter, 400 Kommandeure und 1000 Ritter. Aufgenommen werden sollten die höchsten Würdenträger des Kaiserreichs, wie der Präsident des Senats, die Großwürdenträger des Französischen Kaiserreichs, die Minister sowie (je nach Klasse) die Generale, Offiziere und Soldaten der Grande Armée. Aufgrund des Widerstands sowohl des österreichischen Kaisers wie auch der Mitglieder der Ehrenlegion wurde das Projekt nie realisiert.

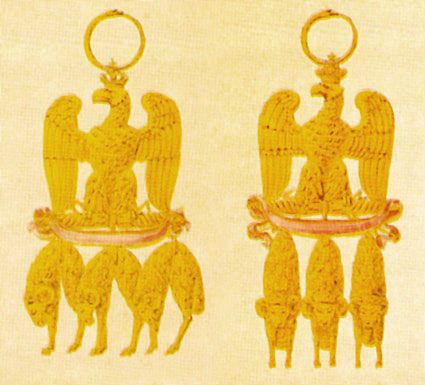
Entwürfe für das Ordenszeichen
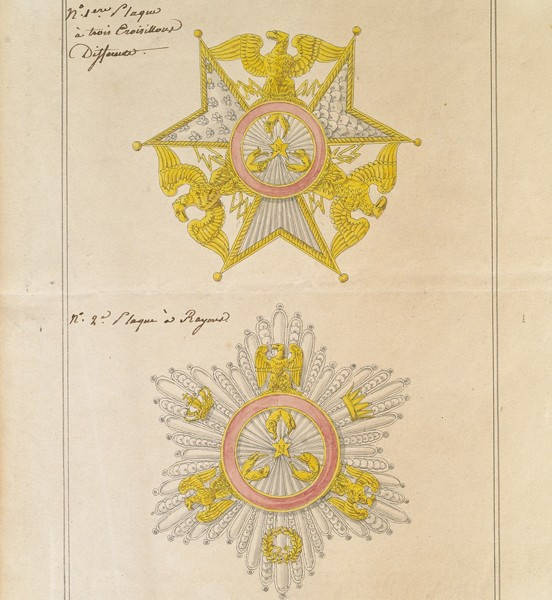
Entwürfe für den Bruststern
Geplantes Ordensband

## Heraldik
Die Collane des Ordens wird von Rittern des Ordens als Prachtstück um den Schild ihres Wappens gehängt.

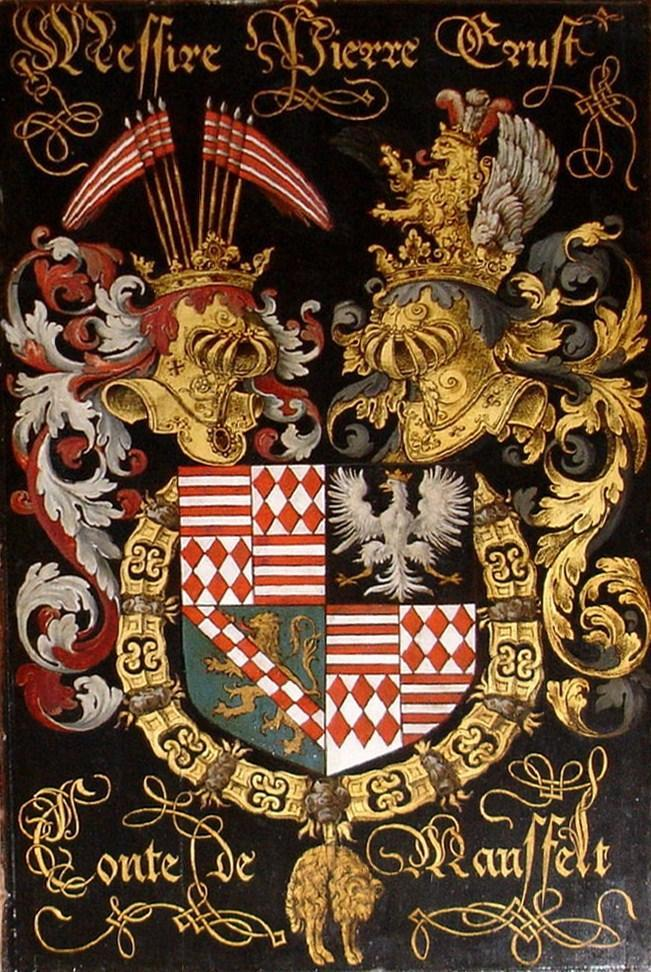
Wappen Peter Ernsts I. von Mansfeld mit dem Orden vom Goldenen Vlies, für ihn gemalt um 1546, St.-Bavo-Kathedrale (Gent)
Wappen von Claude François Bidal mit der Collane um den Wappenschild als Prachtstück
Wappen des Kurfürstentums Bayern mit Collanen des Goldenen Vlieses und des Georgsordens.
Wappen von Österreich-Ungarn mit den Collanen des Leopold-Ordens, k.u. Sankt-Stephans-Ordens, Militär-Maria-Theresien-Ordens und Ordens vom Goldenen Vlies
Wappen des Königs von Spanien seit 1975